# Lepanthes umbonifera
Lepanthes umbonifera là một loài thực vật có hoa trong họ Lan. Loài này được Endres ex Luer mô tả khoa học đầu tiên năm 1995.